# Borchgrevink Nunatak
Borchgrevink Nunatak är en nunatak i Antarktis. Den ligger i Västantarktis. Argentina, Chile och Storbritannien gör anspråk på området. Toppen på Borchgrevink Nunatak är 650 meter över havet, eller 152 meter över den omgivande terrängen. Bredden vid basen är 2,1 km.
Terrängen runt Borchgrevink Nunatak är kuperad åt nordost, men åt sydväst är den platt. Trakten är obefolkad. Det finns inga samhällen i närheten. 